# Vallées en Champagne
Vallées en Champagne – gmina we Francji, w regionie Hauts-de-France, w departamencie Aisne. Została utworzona 1 stycznia 2016 roku z połączenia trzech wcześniejszych gmin: Baulne-en-Brie, La Chapelle-Monthodon oraz Saint-Agnan. Siedzibą gminy została miejscowość Baulne-en-Brie. W 2013 roku populacja wyżej wymienionych gmin wynosiła 557 mieszkańców.